# Chapada

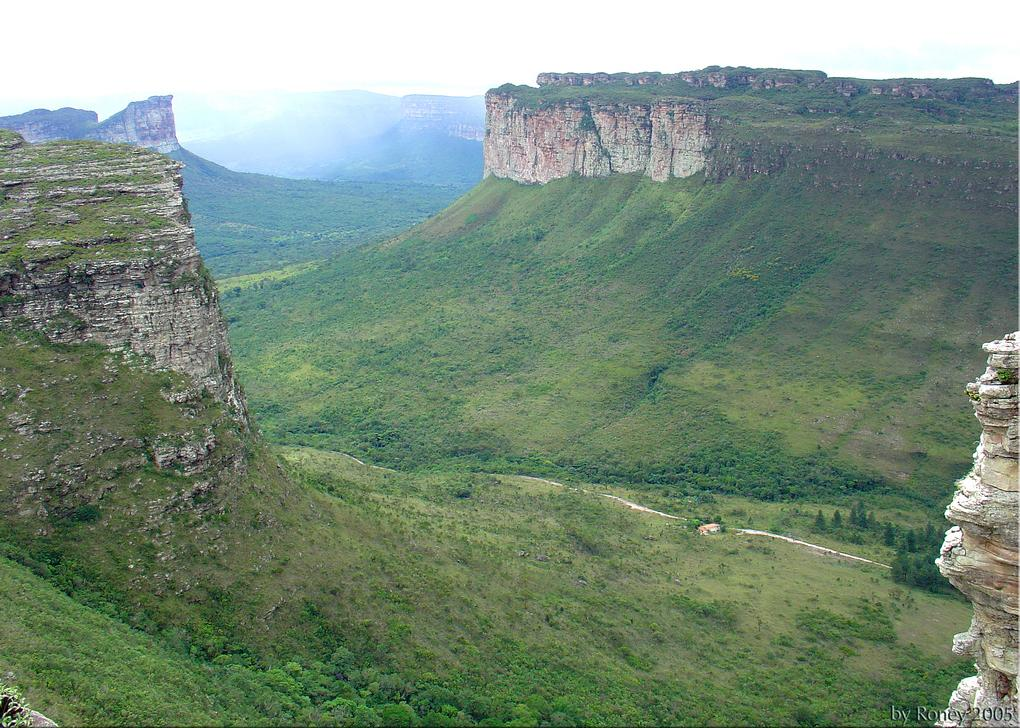
Chapada Diamantina, en el estado brasileño de Bahía.

Las chapadas son una formación rocosa elevada (superior a los 600 metros de altura), que tiene una porción bien plana en la parte superior, a causa de la erosión a la que ha sido sometida. Naturalmente son terrenos de superficie bastante plana, cuya altitud se destaca en las áreas a su alrededor. 
Aparece principalmente en las regiones Centro-Oeste y Nordeste de Brasil, siendo típicas de la geografía de estas áreas. Así, las chapadas del Centro-Oeste, como las de Parecís (Rondonia) y Guimarães, son divisorias de aguas entre las cuencas amazónica, platina, del San Francisco y de Tocantíns. En el Nordeste Oriental, la Depresión Sertaneja y el río San Francisco sufrieron transgresiones marinas, lo que contribuyó la presencia de fósiles de pterosaurios en la Chapada de Araripe, y en yacimientos de sal gema (clorato de sodio encontrado en el subsuelo). 
En Brasil, la mayor chapada es la Diamantina, una región de unos 38 000 km², en la que está el parque nacional del mismo nombre, declarado en 1985. Además, hay otro parque nacional que lleva el nombre de este accidente: el parque nacional da Chapada dos Guimarães, en el estado de Mato Grosso, establecido en diciembre de 1989 con una superficie de 330 km².